# YMCA de Hong Kong Christian College
YMCA de Hong Kong Christian College, en abrégé YHKCC, est une école secondaire située à Tung Chung, Lantau Island, Hong Kong, sous le régime de subvention directe (DSS) du Bureau de l' éducation. C'est la première école secondaire parrainée par le YMCA de Hong Kong.
L'école est connue comme une école internationale à faible coût, c'est-à-dire un collège DSS local offrant un environnement d'apprentissage international et un programme international. Dans l'atmosphère internationale, 73 % des élèves de l'école sont des étudiants internationaux, qui viennent de plus de quarante pays Plus de 40% des enseignants de l'école viennent de l'étranger.

## Histoire
Le YMCA de Hong Kong Christian College a été créée en septembre 2003. C'était la première école secondaire chrétienne subventionnée directement parrainée par la YMCA de Hong Kong depuis sa création en 1901. En 2009, le nouveau terrain en gazon artificiel, les pistes de course et le gazon ont été créés.
À l'année scolaire 2009-2011, le Dr Nick Miller, ancien superviseur de l'école, a réussi à être directeur. Sous la direction du Dr miller, le programme international a été introduit à l'école en 2010. Un concert scolaire de grande envergure a eu lieu en 2011. Le programme de Hong Kong, qui comprenait le certificat d'examen de l'éducation de Hong Kong (HKCEE) et l'examen de niveau avancé de Hong Kong (HKALE) a été remplacé par le diplôme de l'enseignement secondaire de Hong Kong (HKDSE) depuis 2012. La diversité culturelle, les antécédents, les langues et le programme de l'école ont été très appréciés par un politicien lors de la cérémonie de remise des diplômes cette année-là. La toute première foire internationale du divertissement a eu lieu en décembre de la même année. Le Dr Adrian Price a pris ses fonctions de nouveau directeur à partir du début de l'année scolaire 2012-2013. Mais en mai 2013, il a soudainement démissionné pour des motifs privés. À partir de l'année scolaire 2013-2014, M. Dion Chen a pris la relève en tant que directeur,,. En mai 2013, l'école a été visitée par le Secrétaire à l'éducation qui a observé l'atmosphère internationale et le style d'éducation comme l'unicité de l'école. En juin 2013, un nouveau bloc musical est dédié lors de la remise des diplômes.
À l'année scolaire 2019-2020, c'était la première fois que l'école inscrivait des étudiants de la classe 1 du San Wui Commercial Society YMCA de Hong Kong Christian School, une école primaire privée mixte anglaise, située à Sham Shui Po, Kowloon également parrainé par le YMCA de Hong Kong tant que réseau scolaire,, où les nouveaux élèves ont déjà reçu une éducation suffisante du programme local pour la langue chinoise et l'enseignement des mathématiques, programme international pour Langue anglaise et autres matières dont les matières STIM, ainsi que les pratiques scolaires Apprendre en faisant correspondant à l'enseignement au Royaume-Uni. Après la manifestation du 1er septembre 2019, l'école a reporté le début du trimestre au lendemain en raison de l'incertitude considérable résultant de la situation dangereuse à la gare de Tung Chung et de la probabilité de perturbation de la circulation,.
En 2020, avec l'épidémie de COVID-19, les cours sont suspendus et les élèves sont confinés à l'apprentissage à domicile. L'apprentissage en ligne a été effectué tout au long de la période scolaire pour toutes les matières. Pendant la période de suspension, une vidéo a été créée par le département des sciences de l'école qui explique les détails de la maladie des coronavirus. Alors que la situation épidémique entrave les moyens de subsistance des parents, l'école a aidé à renflouer les frais de scolarité pour la prochaine année scolaire. L'école a payé ou promis de verser plus de 700 000 HK $ de dépôts aux agences de voyage dans le but d'organiser des voyages d'étude, bien que les visites soient toutes annulées pour cette année. Cependant, lorsque le gouvernement a décidé d'émettre des avertissements touristiques rouges dans tous les pays d'outre-mer, les agences de voyages et les compagnies aériennes ont pris l'initiative de contacter l'école pour discuter des modalités de compensation. Les examens IGCSE et GCE ont été annulés, bien que l'école ait affirmé qu'ils n'étaient pas trop inquiets de l'impact sur la formation continue des étudiants, car la plupart d'entre eux avaient déjà obtenu des offres conditionnelles à ce moment-là.

## Environnement du campus

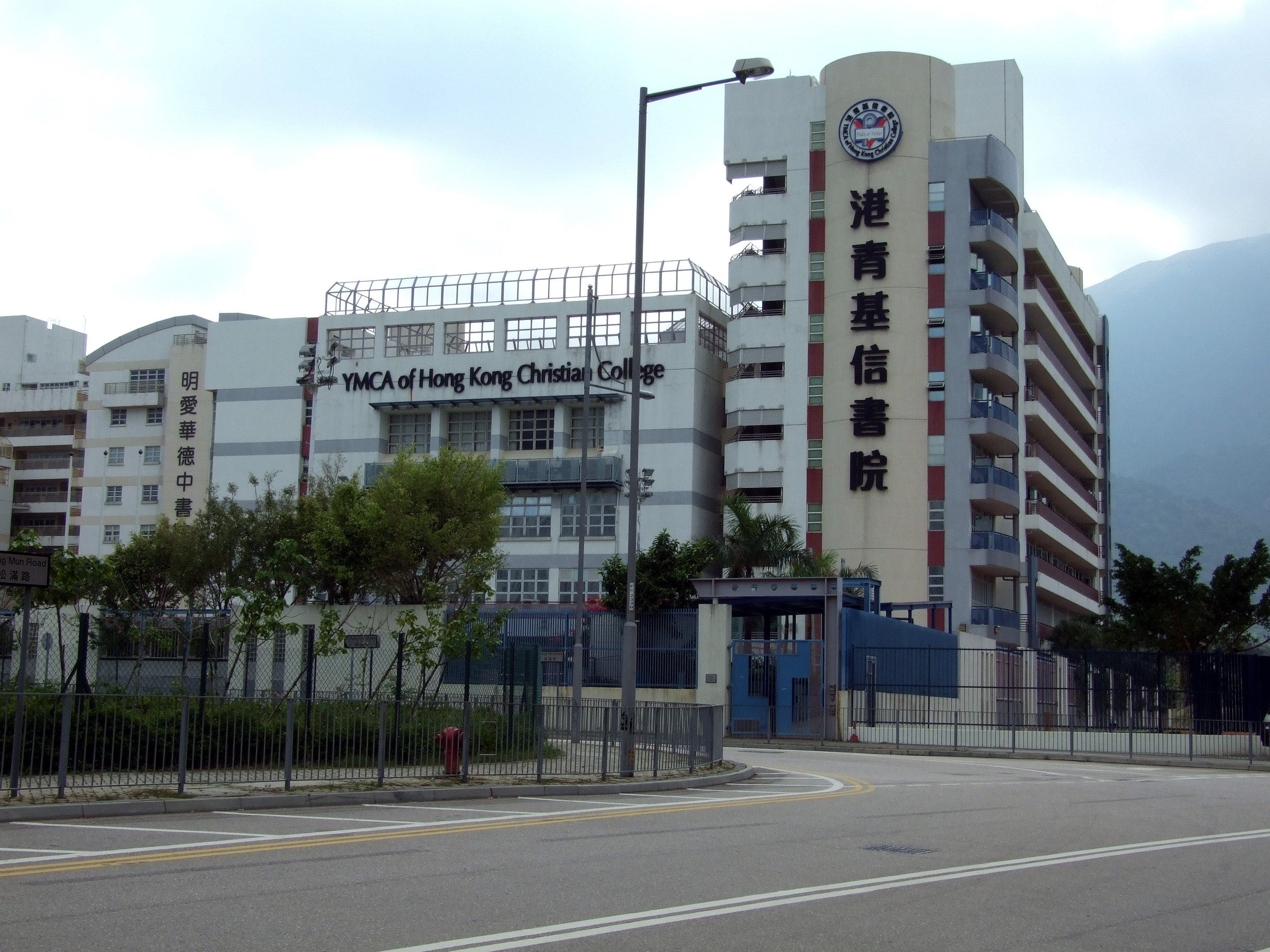
La porte principale de l'école.

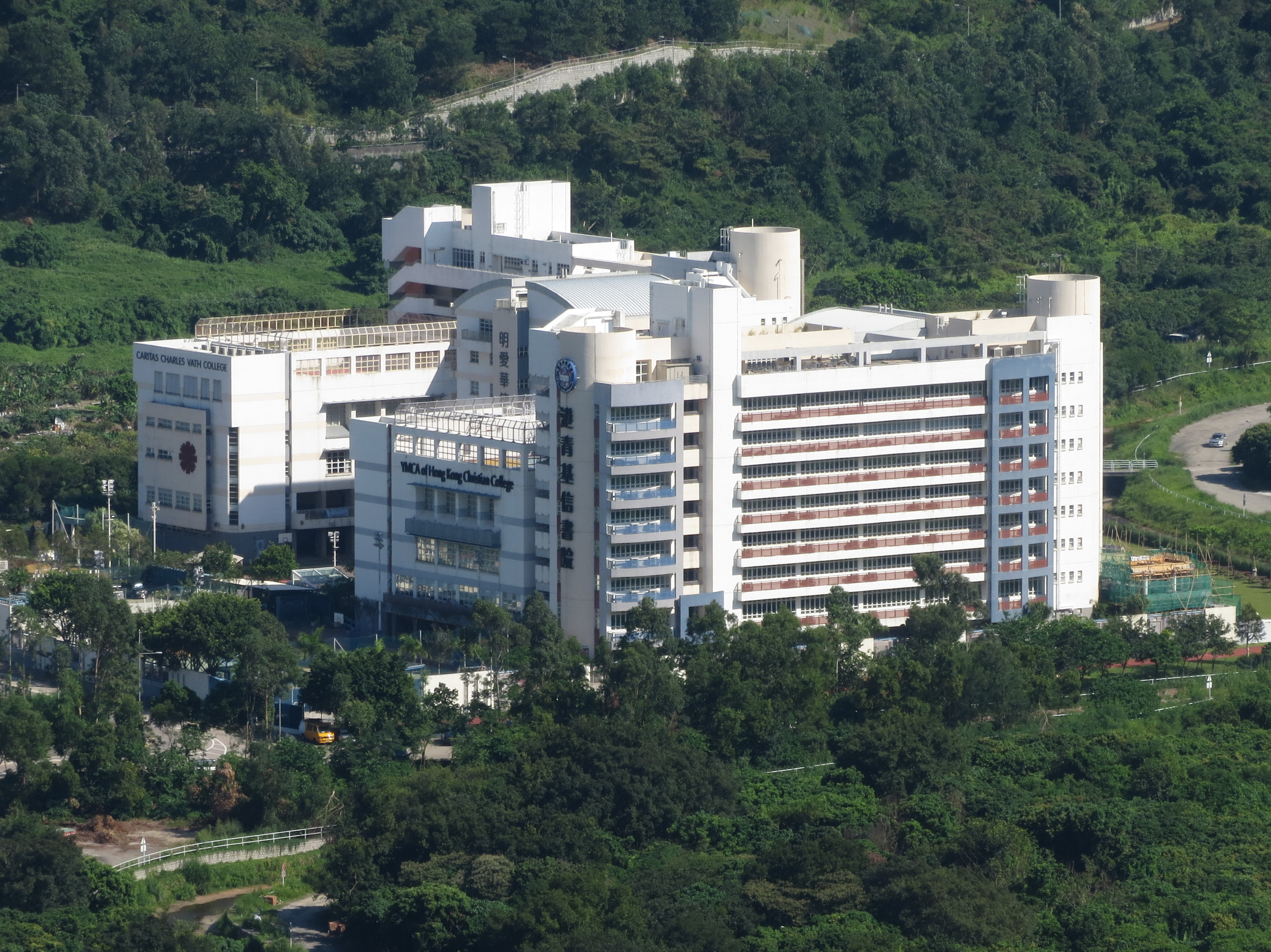
Vue de l'école vue depuis le parc national.

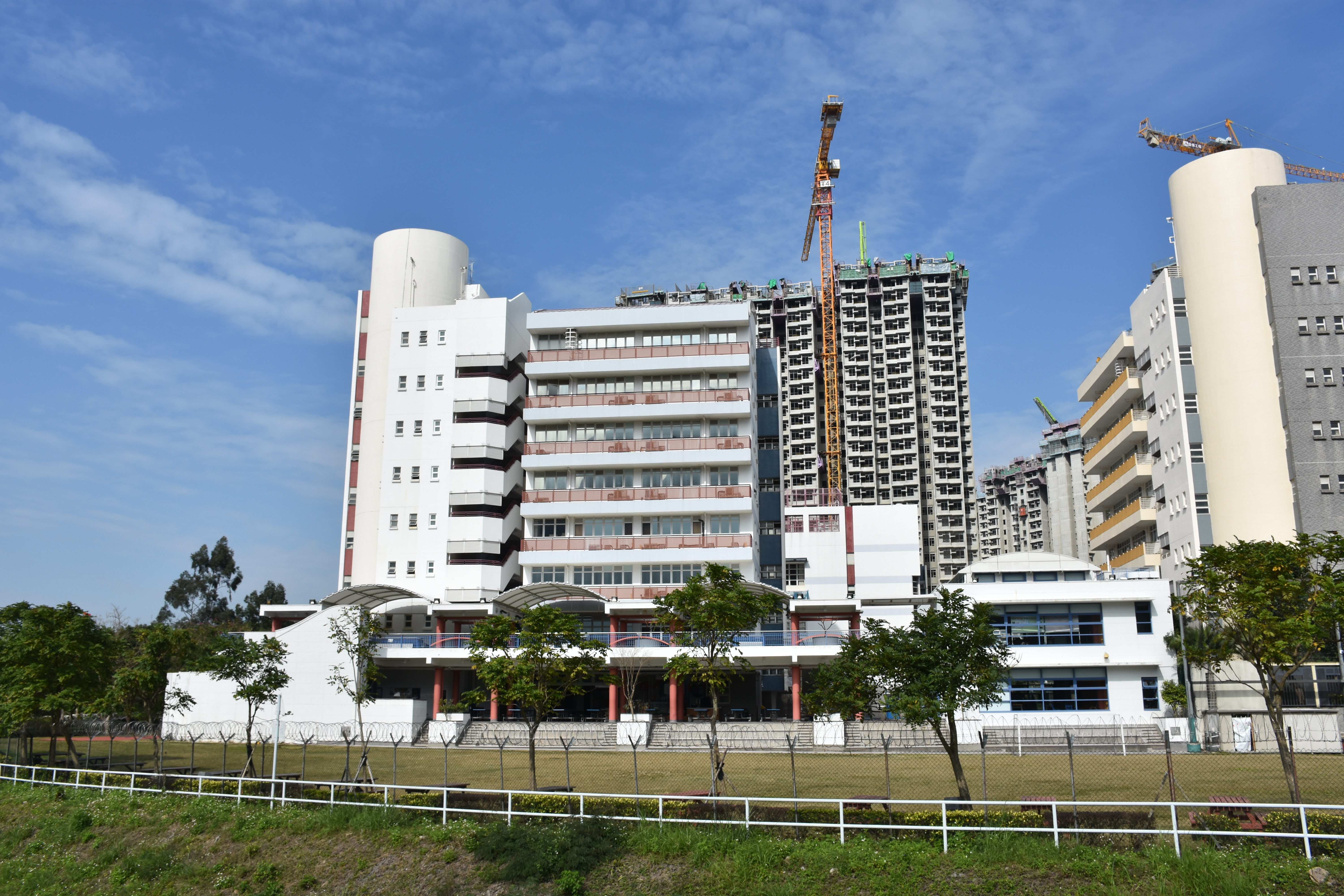
Un grand terrain de football se trouve à l'arrière de l'école.

L'école est située à North Lantau New Town à Tung Chung, Lantau Island. L'école couvre une superficie d'environ 15 000 m2.
Il y a un bâtiment indépendant de deux étages, appelé Music Block, qui a coûté 26 millions de dollars HK. Ce bâtiment se compose de deux studios .
Outre le bâtiment d'enseignement, il existe de nombreuses installations sportives de première classe dans l'école.

## Emblème de l'école
Le cercle extérieur de couleur bleue représente la complétude, l'unité du total de la vie et l'ordre créé par Dieu . Le cercle intérieur représente l'amitié et l'amour sans fin. Le livre avec la devise de l'école est la Bible qui représente la foi et la force . Le triangle en rouge représente Trinity, ainsi que le mouvement YMCA. Les alphabets grecs Χ et ρ en bleu représentent le mot Christ.

## Universitaires

### Enseigner et apprendre
Les départements académiques comprennent l' histoire chinoise et chinoise, l'anglais, les mathématiques, les sciences, les sciences humaines, les affaires, les études libérales, les langues étrangères modernes, l'éducation physique et les arts visuels.
Toutes les matières de l' école sont enseignées en anglais, à l'exception des langues secondes. La langue chinoise est pour tous les étudiants, dans laquelle les classes sont divisées en différents niveaux de difficultés en fonction de la langue de base des étudiants. D'autres langues secondes dans le programme normal comprennent la langue espagnole et la langue française .
L'école propose diverses activités d'apprentissage en dehors de la classe tout au long des années, ainsi que l'organisation de compétitions interscolaires. Avec la large gamme de profils d'apprentissage alternatifs significatifs, l'école fournit des devoirs flexibles aux élèves. Des exemples d'activités incluent des activités d' apprentissage expérientiel présentées par le département des sciences ont été menées sur le campus en dehors des salles de classe, qui comprennent des coins de physique, des coins de chimie, des semaines scientifiques et des discussions scientifiques annuelles avec des conférenciers invités etc. Des activités d'apprentissage innovantes sont également présentées aux étudiants pour apprendre les dernières technologies avec la théorie.
Dans les domaines d'études STIM, l'école a acheté de nombreux équipements de dernières technologies à l'école pour l'apprentissage des élèves. L' école propose des ateliers de biotechnologie aux étudiants qui étudient les sciences, ce qui est une opportunité rare dans les écoles secondaires de Hong Kong. D'autres équipements liés aux STIM comprennent des télescopes astronomiques pour l'apprentissage de l'astronomie , six imprimantes 3D pour des projets de fabricants avec l'impression 3D  et des robots de programmation de différentes marques et modèles.
L'école propose à la fois le programme national de Hong Kong et britannique,. Le programme de Hong Kong comprend le diplôme de l'enseignement secondaire de Hong Kong (HKDSE). Le programme national britannique comprend le certificat général international d'enseignement secondaire (IGCSE) et le niveau GCE A / AS. Pas plus de la moitié des étudiants suivent le cours GCE et les autres suivent le cours DSE.
Les étudiants ont obtenu des résultats IGCSE exceptionnels. 43% des étudiants ont obtenu A à A * et 80% des étudiants ont obtenu C ou plus, avec un taux de réussite de 100%. 40% à 50% des diplômés étaient inscrits dans des universités pour poursuivre leurs études chaque année, et la plupart d'entre eux ont étudié les sciences ou l'ingénierie dans des universités comme l'Université de Hong Kong, en Chine Université de Hong Kong, Université des sciences et technologies de Hong Kong, Université de Londres, Université de Newcastle, Université de Glasgow, Université de Cardiff, Université de Toronto et Université de la Colombie-Britannique, etc. En plus des carrières scientifiques comme les soins infirmiers , les diplômés travaillent également comme professeurs d'anglais, entraîneurs de fitness, entraîneurs de football ou dans des hôtels.

### Structure des classes
Il y a les formulaires 1 à 6 dans l'école, se référant à la 7e à la 12e année des écoles internationales. Il y a six classes dans chaque forme. Les classes sont nommées Y, M, C, A, H et K. Par exemple, il existe 1A et 2M, etc. La taille des classes des formulaires 1 à 4 est d'environ 24 à 29, tandis que celle des formulaires 5 à 6 est de 17 à 26. Les frais de scolarité restent inchangés pour les élèves de la Formule 1 pendant deux ans et augmentent lorsqu'ils atteignent la Formule 3 et de nouveau lorsqu'ils atteignent la Formule 5.
L'école n'utilise pas de cours de chinois ou d'anglais pour distinguer les élèves locaux des élèves non chinois, mais mélange tous les élèves. Chaque niveau ne sera divisé qu'en petites classes en chinois, anglais et mathématiques selon le niveau des élèves.
Les formulaires 1 et 2 font partie du programme scolaire. Les étudiants peuvent étudier leurs propres matières au choix à partir de la forme 3, dans laquelle il s'agit du programme intégré de HKDSE et IGCSE. Les étudiants admis au programme de Hong Kong auront le programme HKDSE du formulaire 4 au 6. Les étudiants admis au programme international continueront IGCSE dans le formulaire 4 pour un examen public, puis le niveau GCE AS au formulaire 5 et enfin le niveau GCE A au formulaire 6.

### Compétitions externes
Les élèves de l'école sont encouragés à relever des défis dans les compétitions interscolaires. Les étudiants sont récompensés dans différents domaines académiques chaque année, par exemple l'Olympiade internationale de biologie. Les élèves de l'école réussissent également bien dans les débats et les écrits créatifs en chinois et en anglais. Certains d'entre eux ont remporté le championnat.
Dans les domaines STIM, les membres du STEM Club ont été récompensés au EIE Robotic Challenge Junior 2018: Flying Robot et ont obtenu des First Class Awards et le Flying Robot Award (Advanced Group) et le premier finaliste de l'IA Self -driving Best Design Award dans le cadre du EIE Robotics Challenge Junior 2019 organisé par le Département d'ingénierie électronique et d'information de la Hong Kong Polytechnic University. En octobre 2019, les étudiants du STEM Club ont fabriqué un instrument utilisant le principe de l'électromagnétisme, capable de jouer la chanson du YMCA. Comme fonctionnalité supplémentaire, ils ont ajouté un robot LEGO qui peut effectuer le geste de la main du YMCA. Dans cette compétition, ils ont remporté le deuxième finaliste dans la catégorie musique, présenté par Hong Kong Technology Education Association, Université chinoise de Hong Kong.

### Événements à l'étranger
Chaque année, fin juin, les élèves peuvent partir à l'étranger pendant la semaine d'enrichissement de l'école depuis 2010. Les étudiants peuvent rejoindre le Service Outreach Scheme ou le stage . Le placement à l'étranger est facilité par la connexion entre l'école et les centres YMCA de chaque ville du monde. Les destinations incluent la Chine, Taïwan, le Cambodge, les Philippines, la Thaïlande, le Vietnam et la Malaisie.
Il y a aussi des voyages académiques pendant les vacances d'été. Chaque année, les étudiants qui étudient de préférence la physique peuvent être sélectionnés pour participer au Future Pilot Training Program organisé par le Hong Kong Direct Subsidy Scheme Schools Council . Le lieu de formation est l' aéroport de Bankstown, Sydney, Australie et le campus de l'Université de Nouvelle-Galles du Sud. Les étudiants pourraient apprendre la théorie de l'aviation, les problèmes de sécurité et les carrières dans l'industrie aéronautique, la navigation et la lecture de cartes, des sessions de simulateur de vol, une expérience de vol de 6 à 7 heures, un vol de cross-country vers le musée de l'aviation de Temora et une introduction au Boeing 737. Les étudiants ont également des visites universitaires, des échanges culturels et des visites.
Les membres du STEM Club peuvent également être sélectionnés pour rejoindre le programme d'astronomie : Taiwan Astronomy Trip. Au cours de ce voyage, ils ont eu l'occasion d'observer les étoiles sur Hehuanshan, de visiter l'Observatoire de Lulin, de parler à un astronome et de visiter le Musée national des sciences naturelles . En plus de cela, ils ont également pu visiter la ferme de Qingjing, le lac Sun Moon, la zone humide de Gaomei et l'Université Tunghai. Cela a aidé les élèves à mieux comprendre l'astronomie.
Les meilleurs étudiants qui étudient les sciences peuvent être sélectionnés pour rejoindre le London International Youth Science Forum qui se tient fin juillet et début août à Londres.
Des programmes d'échanges culturels sont également organisés chaque année. Les destinations incluent Foshan, l'Espagne, la France, etc.

### Équipe pédagogique
L'école comptait 94 enseignants. Le ratio enseignant / élève est de 1:10 et l'école a affirmé que les résultats des examens s'amélioraient régulièrement. Plus de 40% des enseignants viennent d'outre-mer, dont le Royaume-Uni, les États-Unis, le Canada, l'Australie, la Nouvelle-Zélande, l'Irlande, le Japon et l'Inde. Les enseignants de l'école sont capables de suivre un cursus local et international. L'équipe a coopéré avec une entreprise de TIC pour inventer un espace numérique de travail (Virtual Learning Environment, VLE, en anglais) pour faciliter l'enseignement et l'apprentissage. Il y a également une infirmière autorisée à temps plein, un conseiller d'orientation professionnelle et d'enseignement supérieur , deux travailleurs sociaux à plein temps, un psychologue scolaire à plein temps  et un bibliothécaire à plein temps, etc.

## Caractéristiques de l'école

### Vision et mission, et valeurs fondamentales
La vision de l'école affirme qu'il s'agit d'une communauté d'apprentissage où l'éducation est basée sur les croyances et les valeurs chrétiennes. L'école se développe sur la base des principes du YMCA, qui incluent les aspects: curiosité, aspiration, résilience, entreprise et service.
Les cinq valeurs fondamentales de l'école comprennent la construction d'une communauté qui se soucie, se servir les uns les autres dans l'amour, se respecter soi-même et les autres, être responsable et agir avec intégrité. Les élèves apprennent à être plus conscients des problèmes du public.

### Composition des étudiants
Parmi les quelque 900 élèves de l'école, 73 % sont des étudiants étrangers de plus de quarante pays ou régions,, dont les États-Unis, l'Argentine, l'Australie, l'Autriche , le Bangladesh, le Brésil, Belgique, Grande-Bretagne, Canada, Chine , Croatie, Danemark, République dominicaine, Guinée équatoriale, France, Guatemala, Allemagne, Ghana, Hong Kong, Hongrie, Inde , Indonésie, Irlande, Israël, Italie, Japon, Afrique du Sud, Sri Lanka, Suède, Suisse, Taïwan, Thaïlande, Turquie, Ouganda, Vietnam, Zimbabwe, Kenya, Corée, Malaisie, Mexique, Namibie, Népal, Pays - Bas, Nouvelle-Zélande, Pakistan , Philippines , Pologne, Russie , Serbie et Singapour.
Les étudiants venaient de familles de niveau supérieur. Ce sont principalement des enfants de cadres de l'aéroport, ainsi que des cadres de grandes banques et même de consuls . Ce ne sont pas des résidents permanents de Hong Kong. L'école est décrite comme une « petite organisation des Nations Unies ». En fait, les élèves rejoignent la communauté interscolaire des écoles internationales.

### Organisations étudiantes
Le conseil étudiant est élu chaque année dans deux cabinets d'étudiants ou plus. L' équipe de préfets et les étudiants ambassadeurs sont sélectionnés par les enseignants comme des groupes de leaders steudents.
Le système de maison comprend quatre maisons. Chambers House a été nommé en commémoration d'Oswald Chambers pour ses contributions en tant qu'aumônier du YMCA pendant la Première Guerre mondiale. Morrison House et Taylor House ont été nommées en commémoration de Robert Morrison et Hudson Taylor respectivement pour leurs contributions à la promotion du christianisme ainsi que leur éducation générale pour les gens de la Chine ancienne. Williams House a été nommée en commémoration de George Williams pour ses contributions en tant que fondateur du YMCA le 6 juin 1844.
Les groupes d'intérêt et culturels comprennent le Board Games Club, les équipes de débat, le Creative Media Club, le Creative Writing Club, Dance Team, Drama Club, Fine Art Photography Club, Handicraft Club, Home Economics Club, Literacy Leaders and Reading Club et STEM Club. Les groupes de musique incluent Assembly Band, Beat Club, Choir , Chinese Instrumental Ensemble et Orchestra.
Les groupes de service et d'esprit comprennent l'équipe de restauration, la Christian Fellowship, le groupe de service communautaire, le prix de Hong Kong pour les jeunes, le club vert et l'ambassadeur, le scout, l'équipage de gestion de scène et étudiant bibliothécaire.

### Exceptionnel dans le sport
Les Journées du sport ont lieu tous les deux ans sur le terrain de sport de Tsing Yi,. Le gala de natation a lieu chaque année dans la piscine de Tung Chung.
Les équipes sportives et les clubs réussissent bien dans la plupart des compétitions interscolaires. Ils incluent l'athlétisme et le cross-country, le badminton, le basket - ball, le cheerleading,,, le cricket, le ballon chasseur, le bateau dragon, escrime, football, handball, hockey, rugby,, natation,, tennis de table, Taekwondo, tennis et équipes de volley - ball.

### Camp d'apprentissage à vie
L'école organise un camp d'apprentissage de trois jours et deux nuits pour les étudiants juniors chaque automne pour remplacer le pique-nique d'une journée comme autre expérience d'apprentissage . Les sites de camping incluent la péninsule de Sai Kung, etc.

## Évènements publics
Depuis 2012, l' International Fun Fair (IFF) est organisée par les élèves et les enseignants de l'école en décembre, qui succède à la Family Fun Fair et à la Nuit internationale jusqu'en 2011. Les visiteurs peuvent apprécier la nourriture ethnique, un bazar, des jeux, des châteaux gonflables et une exposition d'art à l'école. Les visiteurs peuvent également assister à des spectacles de talents l'après-midi et le soir , mettant en vedette les chansons et les danses de différents pays du monde. Plus de 4 000 personnes se sont rendues à l'IFF chaque année.

## Connexions internationales
L'école se connecte aux centres YMCA de toutes les villes du monde. De nombreuses écoles ou organisations parrainées par différents centres YMCA dans le monde viennent visiter Hong Kong avec l'accompagnement de l'école.
L'école a de nombreux liens avec des organisations du monde entier, comme le Watoto Children's Choir, etc. Ces connexions offrent différentes opportunités d'apprentissage aux étudiants.
Ayant un grand nombre d'étudiants internationaux, l'école a établi des liens et des accords avec d'autres instituts d'enseignement pour renforcer la collaboration en offrant des possibilités d'articulation pour les élèves des écoles secondaires non chinois.

## Transport
L'école peut être atteinte par le public en prenant un bus New Lantao de l'une des lignes suivantes dont 37, 38X, 39M de la station MTR de Tung Chung et B6 de Hong Kong –Pont de Zhuhai – Macao, E21A depuis Kowloon ou E31 depuis Tsuen Wan.